# 張宏陸
張宏陸（1972年1月10日—），中華民國政治人物，臺中市神岡區人，民主進步黨籍，現任新北市第六選舉區立法委員。

## 經歷
張宏陸自1996年起就加入蘇貞昌團隊服務，被認為是蘇貞昌的愛將之一。他跟著蘇貞昌歷任立法委員秘書、臺北縣政府縣長室秘書、台北縣政府民政局局長、板橋市代理市長（現板橋區）、行政院院長秘書、行政院反恐辦公室副主任、民進黨台北縣黨部執行長、第1－2屆新北市議員。
2015年3月21日在民進黨新北市第六選舉區（板橋西區）立法委員初選勝選；2016年擊敗中國國民黨籍的林國春，當選第9屆立委；2020年再度擊敗林國春，連任立委；2024年三度擊敗林國春，順利連任。

## 爭議

### 刪除實價登錄關鍵條文
2019年6月，張宏陸提案通過將《平均地權條例》行政院版草案中「地址揭露」、「預售屋即時登錄」、「政府查核權入法」等關鍵改革條文都刪除，遭到公民團體痛批，這樣修法根本是受到建商的壓力，是閹割版的實價登錄。
時代力量表示，「落實實價登錄、避免市場炒作」是蔡英文總統2016年的競選政見，沒想到民進黨立委在建商、財團的壓力下，背棄選前承諾。

## 選舉紀錄
| 年度 | 選舉屆數             | 選舉區           | 所屬政黨   | 得票數  | 得票率 | 當選標記 | 備註 |
| ---- | -------------------- | ---------------- | ---------- | ------- | ------ | -------- | ---- |
| 2005 | 第十屆板橋市市長選舉 | 臺北縣板橋市     | 民主進步黨 | 128,684 | 48.02% |          |      |
| 2010 | 第一屆新北市議員選舉 | 新北市第四選舉區 | 民主進步黨 | 27,601  | 9.01%  |          |      |
| 2014 | 第二屆新北市議員選舉 | 新北市第四選舉區 | 民主進步黨 | 21,066  | 7.69%  |          |      |
| 2016 | 第九屆立法委員選舉   | 新北市第六選舉區 | 民主進步黨 | 77,223  | 52.61% |          |      |
| 2020 | 第十屆立法委員選舉   | 新北市第六選舉區 | 民主進步黨 | 88,236  | 54.35% |          |      |
| 2024 | 第十一屆立法委員選舉 | 新北市第六選舉區 | 民主進步黨 | 78,847  | 48.99% |          |      |

## 備註
1. ↑  「地址揭露」、「預售屋即時登錄」、「政府查核權入法」條文於2020年12月30日三讀通過

## 外部連結
- 立法院 張宏陸委員簡介 （页面存档备份，存于）
- 張宏陸的Facebook專頁

| 政府职务      | 政府职务                                     | 政府职务                         |
| ------------- | -------------------------------------------- | -------------------------------- |
| 板橋市公所    |                                              |                                  |
| 前任： 林鴻池 | 板橋市市長 代理 2005年2月1日－2005年12月19日 | 繼任： 廖榮清(代理) 江惠貞(正任) |